# San Andres (Catanduanes)
San Andres ist eine philippinische Stadtgemeinde der Inselprovinz Catanduanes. Sie hat 36.779 Einwohner (Zensus 1. August 2015), die in 38 Barangays leben. Die Gemeinde wird als teilweise urban beschrieben und gehört zur dritten Einkommensklasse der Gemeinden auf den Philippinen. San Andres liegt ca. 351 km südöstlich der Hauptstadt der Philippinen Manila und 14 km westlich der Provinzhauptstadt Virac. 
San Andres ist die westlichste Gemeinde auf der Insel und hat eine hügelig bis gebirgig beschriebene Topographie, in der das Natur- und Wasserschutzgebiet Catanduanes Watershed Forest Reserve mit seinen ausgedehnten Regenwaldbeständen liegt. Die höchste Erhebung ist der 704 Meter hohe Mount Tamboo. 
Das Klima der Insel Catanduanes wird als Type II klassifiziert, mit keiner ausgeprägten Trocken- oder Regenzeit, die stärksten Niederschläge fallen von Oktober bis Dezember. Die Gemeinde liegt innerhalb des Typhongürtels auf den Philippinen.

## Baranggays
| - Agojo - Alibuag - Asgad (Juan M. Alberto) - Bagong Sirang - Barihay - Batong Paloway - Belmonte (Pob.) - Bislig - Bon-ot - Cabungahan - Cabcab - Carangag - Catagbacan | - Codon - Comagaycay - Datag - Divino Rostro (Pob.) - Esperanza (Pob.) - Hilawan - Lictin - Lubas - Manambrag - Mayngaway - Palawig - Puting Baybay - Rizal | - Salvacion (Pob.) - San Isidro - San Jose - San Roque (Pob.) - San Vicente - Santa Cruz (Pob.) - Sapang Palay (Pob.) - Tibang - Timbaan - Tominawog - Wagdas (Pob.) - Yocti |